# Liste des plus hauts gratte-ciel de Tianjin
Depuis la construction de l'International Building en 1991, plus de 340 gratte-ciel (immeuble de  100 mètres de hauteur et plus) ont été construits à Tianjin en Chine du fait du développement très rapide de la ville. Il s’y construit en moyenne une quinzaine de nouveaux gratte-ciel chaque année .

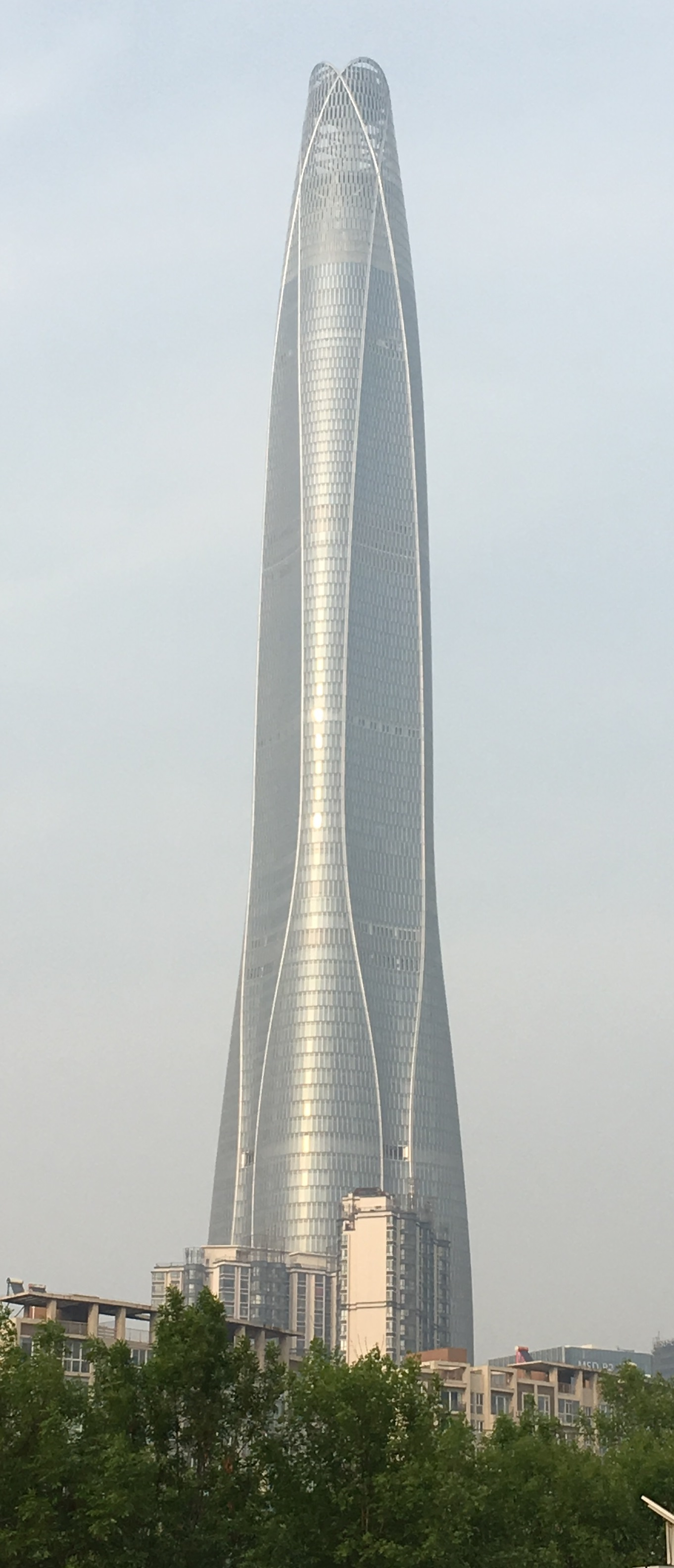
Tianjin Chow Tai Fook Binhai Center

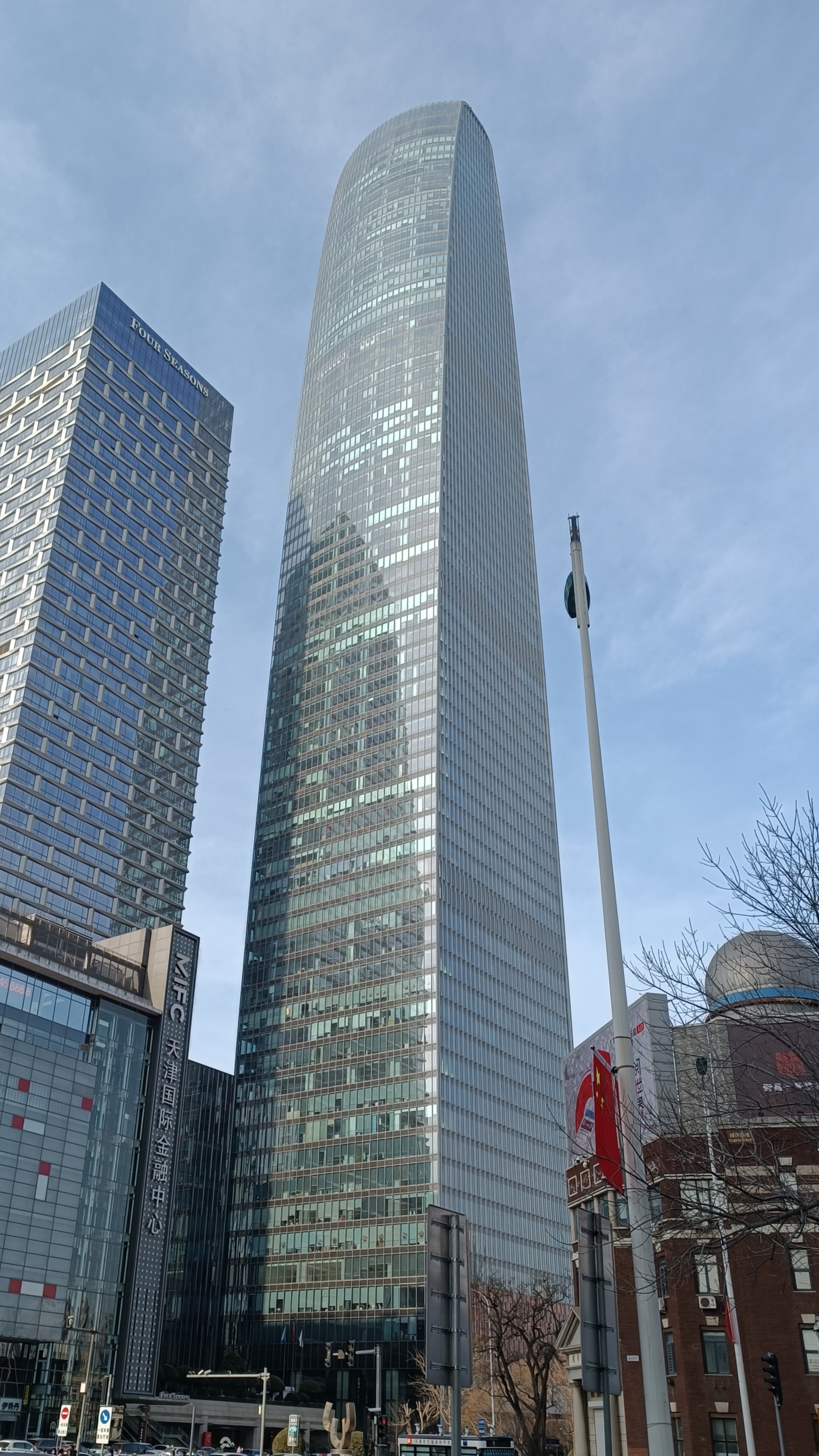
Tianjin Modern City Office Tower

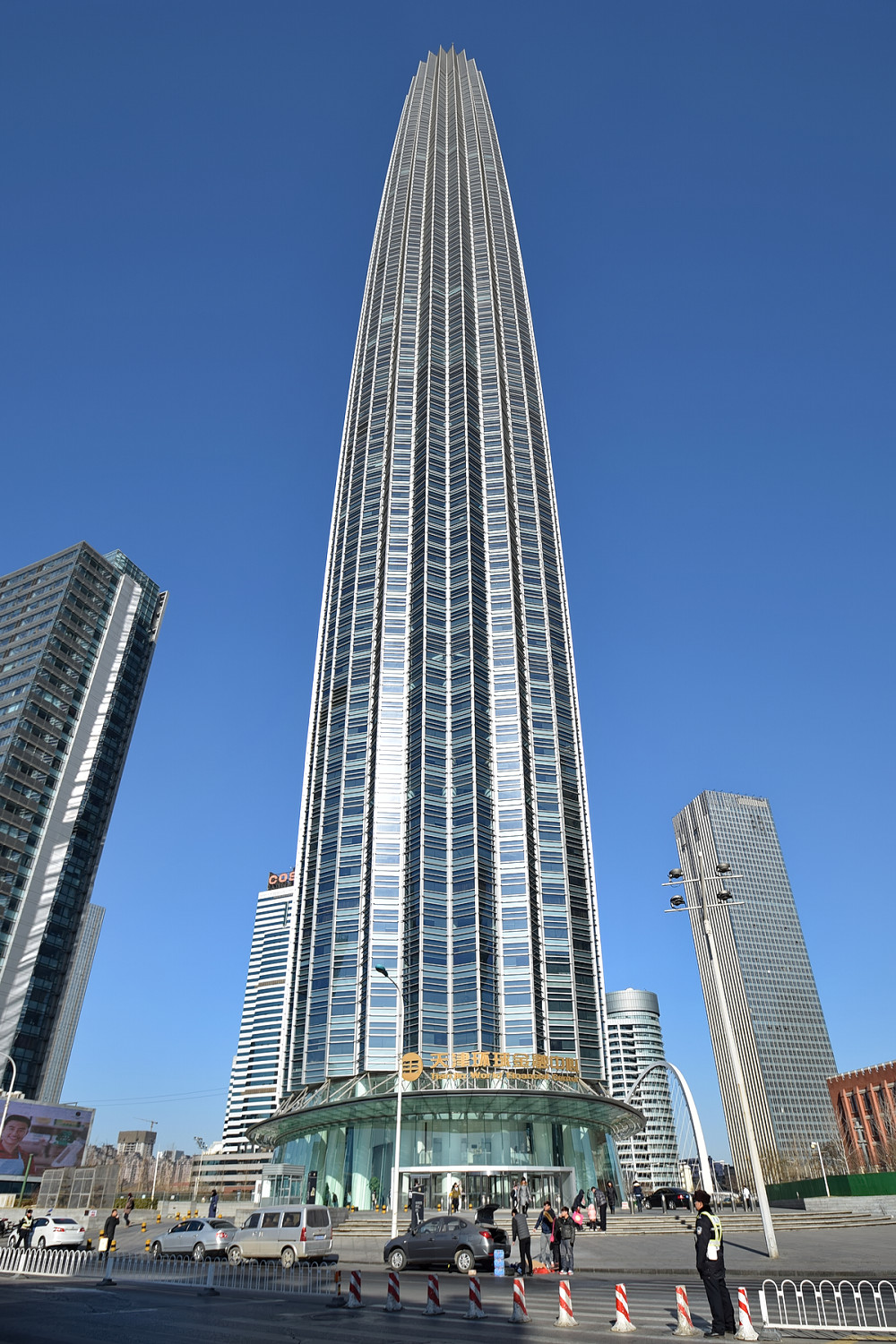
Tianjin Global Financial Center

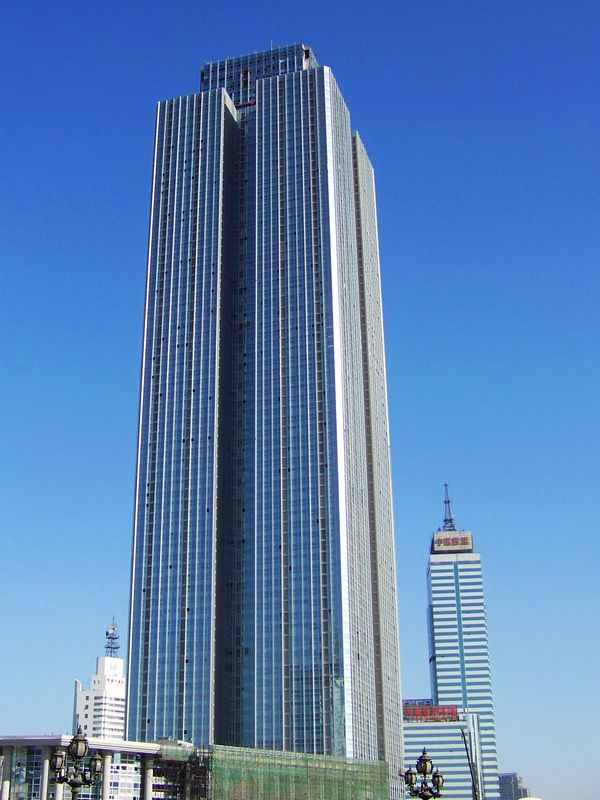
Tianjin Junlin Tianxia Building

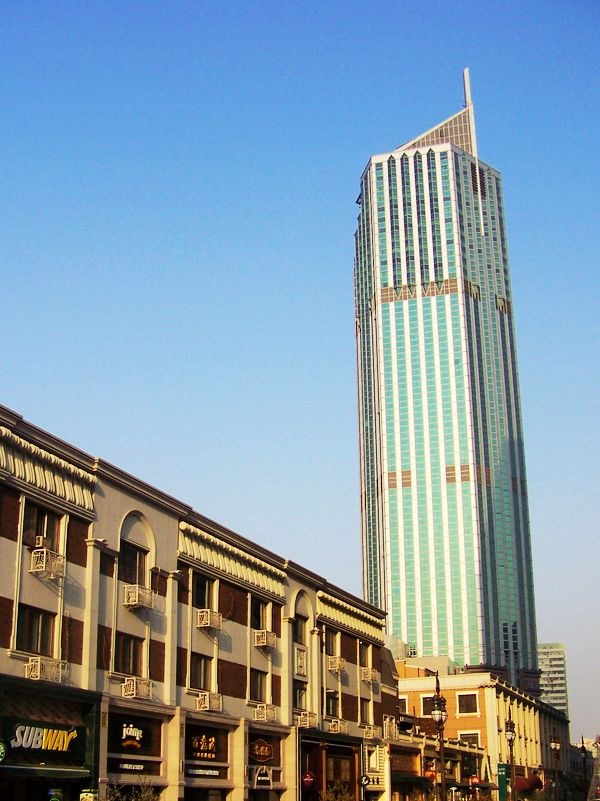
Tianjin Xinda Plaza

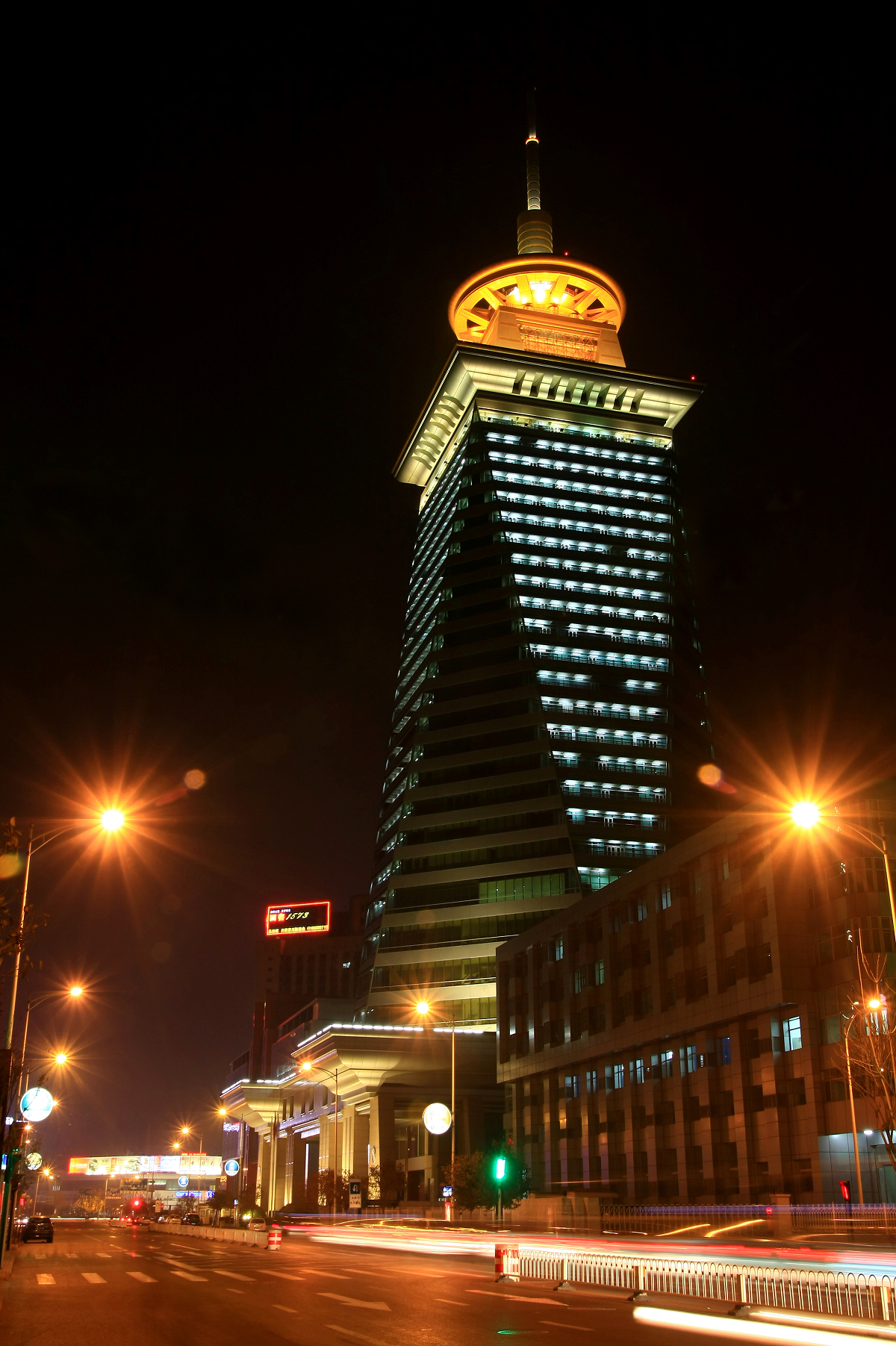
Post & Telecommunications Center

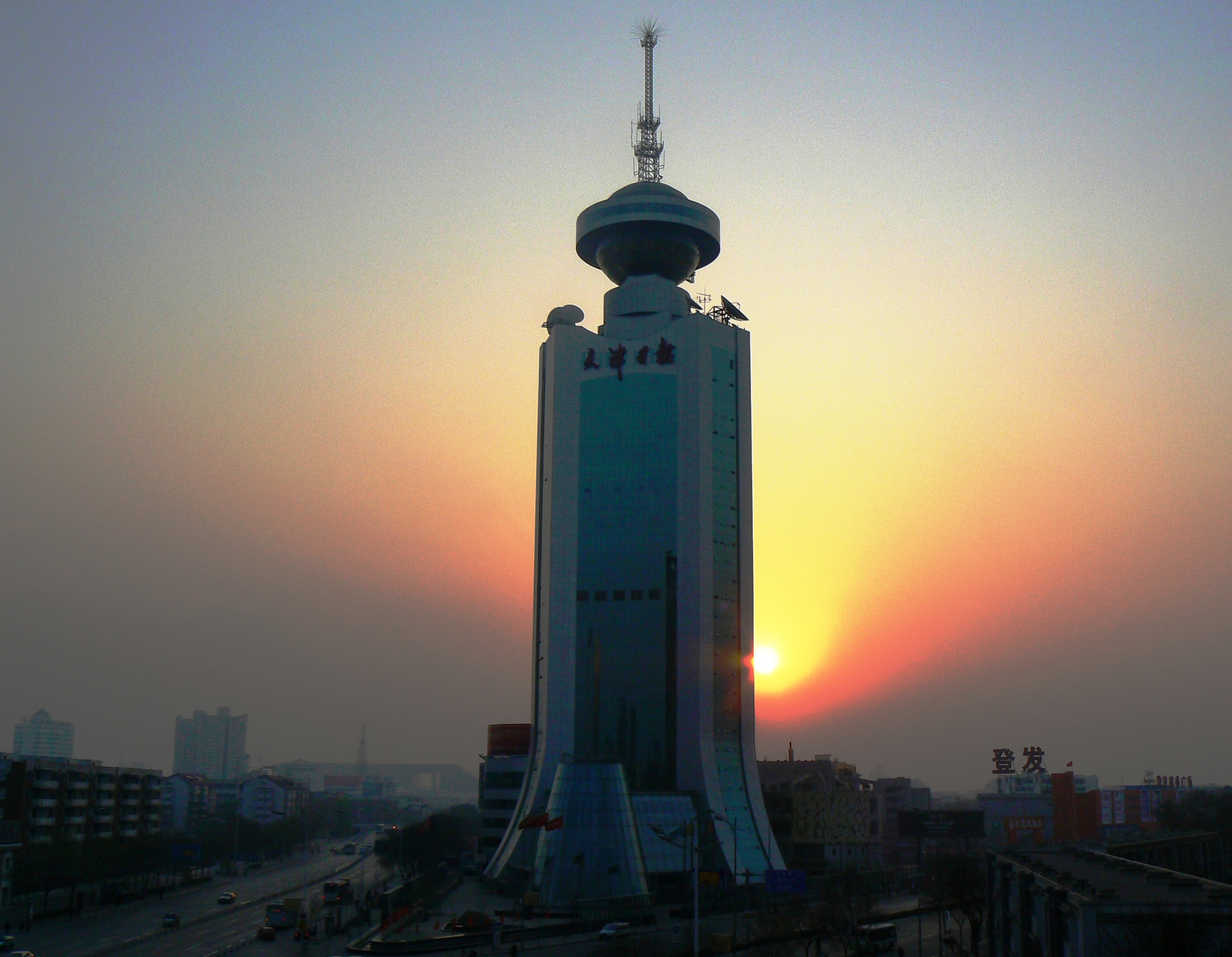
Tianjin Daily Building

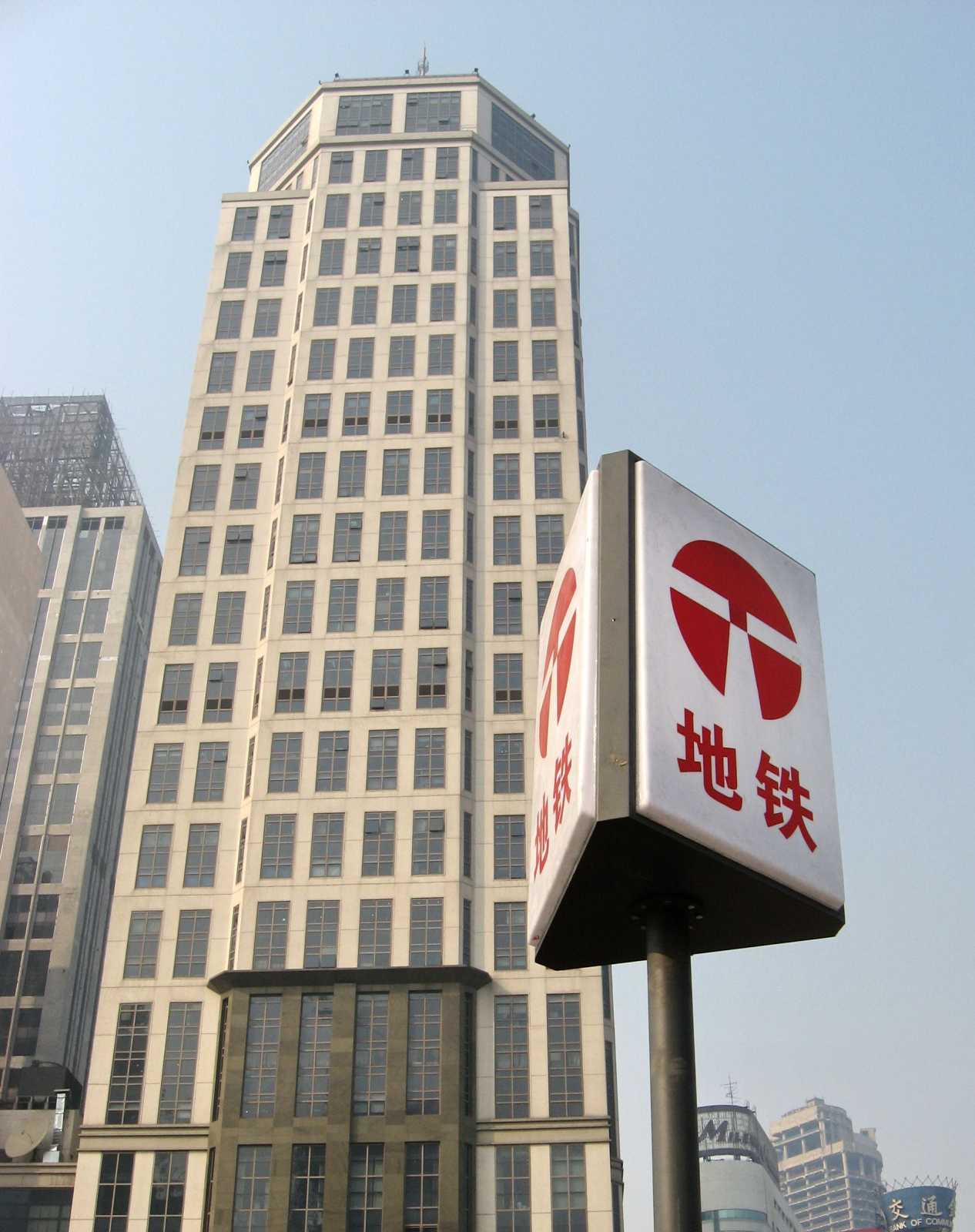
Jinhui Square Phase I

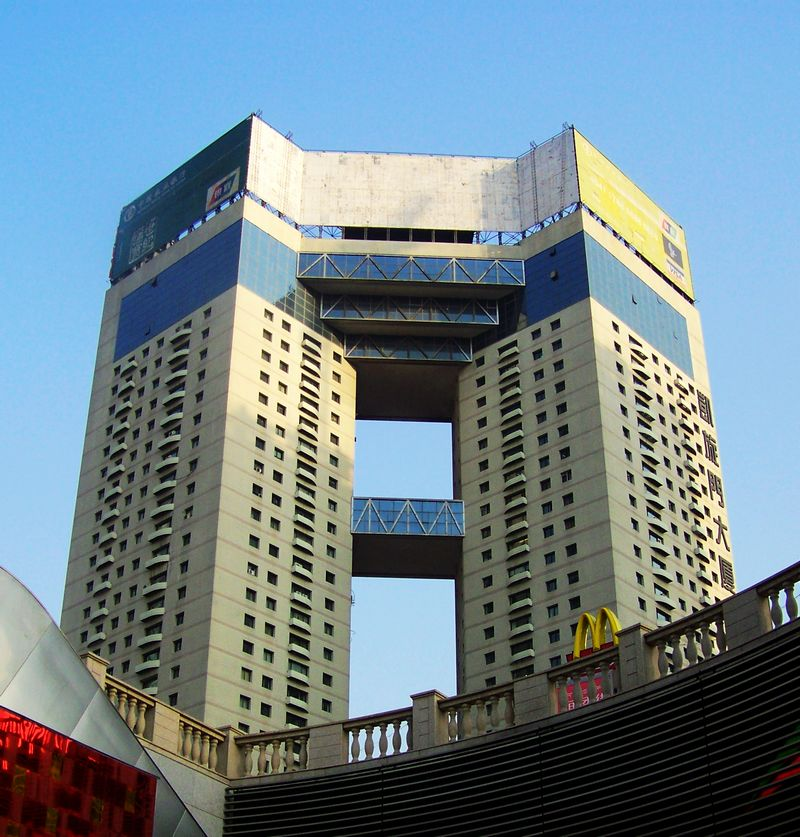
Kai Xuan Men Mansion

En décembre 2016, la liste des immeubles d'au moins 140 mètres de hauteur était la suivante, d'après Emporis, SkyscraperPage, le Council on Tall Buildings and Urban Habitat et le site chinois Gaoloumi,,,.
| Rang | Nom                                                  | Hauteur | Étages | Année |
| ---- | ---------------------------------------------------- | ------- | ------ | ----- |
| 1    | Goldin Finance 117                                   | 597 m   | 128    | 2021  |
| 2    | Tianjin Chow Tai Fook Binhai Center                  | 530 m   | 96     | 2019  |
| 3    | Tianjin R&F Guangdong Tower                          | 468 m   | 91     | 2016  |
| 4    | Tianjin Modern City Office Tower                     | 338 m   | 65     | 2016  |
| 5    | Tianjin Global Financial Center                      | 337 m   | 72     | 2011  |
| 6    | Tianjin Kerry Center                                 | 332 m   | 72     | 2015  |
| 7    | Yujiapu Yinglan International Finance Center         | 300 m   | 63     | 2017  |
| 8    | Yujiabao Administrative Services Center              | 298 m   | 60     | 2016  |
| 9    | Bohai Bank Tower                                     | 270 m   | 55     | 2015  |
| 10   | Financial Street Heping Center                       | 263 m   | 46     | 2016  |
| 11   | The Metropolitan Office Tower                        | 258 m   | 53     | 2013  |
| 12   | 5 Taian Dao                                          | 251 m   | 45     | 2015  |
| 13   | Shangbang Leasing Tower                              | 246 m   | 54     | 2015  |
| 14   | Jin Wan Plaza 2                                      | 240 m   | 58     | 2015  |
| 15   | Tianjin Junlin Tianxia Building                      | 239 m   | 64     | 2010  |
| 16   | Tianjin Xinda Plaza                                  | 238 m   | 51     | 2004  |
| 17   | Tianjin International Trade Centre                   | 235 m   | 57     | 2014  |
| 18   | Tianjin Arcadia Court R1                             | 215 m   | 59     | 2014  |
| 18   | Tianjin Arcadia Court R2                             | 215 m   | 59     | 2014  |
| 18   | Tianjin Arcadia Court R3                             | 215 m   | 59     | 2014  |
| 18   | Four Seasons Tower                                   | 215 m   | 48     | 2016  |
| 22   | AVIC International Plaza                             | 214 m   | 48     | 2016  |
| 23   | Liqin Hotel                                          | 211 m   | 58     | 2015  |
| 24   | Hongji Commercial Centre 1                           | 210 m   | 55     | 1998  |
| 24   | Waterfront Ginza k2                                  | 210 m   | 66     | 2016  |
| 24   | Financial Street Nankai Center                       | 210 m   | 46     | 2015  |
| 24   | Kunlun Center                                        | 210 m   | 49     | 2015  |
| 28   | Tianjin Maoye Building                               | 205 m   | 52     | 2014  |
| 29   | Golden Mansion Center                                | 203 m   | 36     | 2013  |
| 29   | Renaissance Hotel Tianjin                            | 203 m   | 48     | 2002  |
| 31   | Greentown Conrad Hotel                               | 202 m   | 42     | 2016  |
| 29   | Guangyao Dongfang Plaza Tower 1                      | 201 m   | 47     | 2013  |
| 29   | Guangyao Dongfang Plaza Tower 1                      | 201 m   | 47     | 2013  |
| 31   | R&F Center Tower 1                                   | 200 m   | 47     | 2014  |
| 31   | R&F Center Tower 2                                   | 200 m   | 47     | 2014  |
| 31   | Nankai Center A                                      | 200 m   | 44     | 2015  |
| 31   | Binhai Cathay Tower                                  | 200 m   | 37     | 2013  |
| 35   | Wanda Vista Hotel A                                  | 195 m   | 45     | 2014  |
| 36   | Waterfront Ginza k1                                  | 194 m   | 61     | 2016  |
| 37   | Jinmao Xianchang                                     | 193 m   | 48     | 2008  |
| 38   | Metropolitan Heights Tower A                         | 191 m   | 57     | 2013  |
| 38   | Tianchen Building A                                  | 191 m   | 40     | 2012  |
| 40   | Xiangluowan Business District B-4                    | 190 m   | 47     | 2013  |
| 41   | Golden Emperor Building                              | 188 m   | 47     | 2000  |
| 42   | Hongji Commercial Center II                          | 185 m   | 48     | 1999  |
| 42   | Financial Street Heping Center R2                    | 185 m   | 59     | 2016  |
| 42   | Tianjin Centre West                                  | 185 m   | 49     | 2009  |
| 42   | Wantong Center                                       | 185 m   | 34     | 2016  |
| 46   | Post & Telecommunications Center                     | 183 m   | 26     | 1998  |
| 47   | Lujiazui Financial Plaza A                           | 182 m   | 38     | 2016  |
| 47   | Lujiazui Financial Plaza B                           | 182 m   | 38     | 2016  |
| 49   | Powerlong Seviced Apartments Tower 1                 | 180 m   | 43     | 2016  |
| 49   | Jin Wan Plaza 3                                      | 180 m   | 36     | 2010  |
| 49   | COFCO Tianjin Joy City Office Tower                  | 180 m   | 37     | 2015  |
| 52   | Metropolitan Heights Tower B                         | 179 m   | 43     | 2013  |
| 53   | Yujiapu Business District 1-28                       | 177 m   | 39     | 2015  |
| 54   | Residential Building at Xiaoweidi Rd 1               | 171 m   | 42     | 2013  |
| 54   | Residential Building at Xiaoweidi Rd 2               | 171 m   | 42     | 2013  |
| 56   | Emperor Place                                        | 170 m   | 39     | 2010  |
| 57   | Metropolitan Heights Tower C                         | 168 m   | 49     | 2013  |
| 57   | Tianjin Daily Building                               | 168 m   | 40     | 1999  |
| 57   | Tonight Building                                     | 168 m   | 40     | 2007  |
| 60   | Tenway Ming Yuan R1                                  | 167 m   | 41     | 2012  |
| 60   | Tianjin International Finance Centre                 | 167 m   | 39     | 2010  |
| 62   | Global Landmark Square                               | 166 m   | 41     | 2009  |
| 62   | Greentown Office Tower                               | 166 m   | 36     | 2015  |
| 62   | Jinsheng International                               | 166 m   | 40     | 2010  |
| 62   | Greentown Office Tower                               | 166 m   | 36     | 2016  |
| 66   | Tianjin International Trade Tower 2                  | 165 m   | 45     | 2014  |
| 66   | Tianjin International Trade Tower 3                  | 165 m   | 45     | 2014  |
| 66   | Tianjin Centre East                                  | 165 m   | 42     | 2009  |
| 66   | Yunding Tower                                        | 165 m   | 44     |       |
| 66   | Jinhui Square Phase I                                | 165 m   | 38     | 2002  |
| 66   | Jinhui Plaza Phase II South Tower                    | 165 m   | 38     | 2007  |
| 72   | Tianjin Evening News Hotel                           | 164 m   | 36     | 1998  |
| 73   | Xinhua International Financial Centre A              | 163 m   | 33     | 2016  |
| 73   | Tenway Ming Yuan R4                                  | 163 m   | 40     | 2012  |
| 73   | Tenway Ming Yuan R6                                  | 163 m   | 40     | 2012  |
| 73   | Tenway Ming Yuan R7                                  | 163 m   | 40     | 2012  |
| 73   | Tenway Ming Yuan R8                                  | 163 m   | 40     | 2012  |
| 73   | Ruyi Building                                        | 163 m   | 40     | 2011  |
| 79   | Cheng Kai Centre A - Chengji Zhongxin Guoji Gongyu 1 | 162 m   | 50     | 2009  |
| 79   | Cheng Kai Centre B - Chengji Zhongxin Guoji Gongyu 2 | 162 m   | 50     | 2009  |
| 81   | Fortune Heights T11                                  | 160 m   | 43     | 2014  |
| 81   | Fortune Heights T12                                  | 160 m   | 43     | 2014  |
| 81   | Chengji Zhongxin Guoji Gongyu 3                      | 160 m   | 52     | 2007  |
| 81   | Yujiapu Business District 1-19                       | 160 m   | 34     | 2015  |
| 81   | Tianjin Times Square Office Tower                    | 160 m   | 37     |       |
| 86   | Baoli International Plaza A                          | 158 m   | 38     | 2014  |
| 86   | Digital Television Building                          | 158 m   | 28     | 2009  |
| 88   | Kinder Garden 1                                      | 157 m   | 52     | 2011  |
| 89   | Tianjin Ocean Shipping Mansion                       | 156 m   | 40     | 1997  |
| 89   | Financial and Educational Center                     | 156 m   | 36     | 1998  |
| 91   | Residential at Luan Street 1                         | 153 m   | 48     | 2014  |
| 91   | Financial Street Heping Center R1                    | 153 m   | 48     | 2016  |
| 91   | Financial Street Heping Center R4                    | 153 m   | 48     | 2016  |
| 94   | Hongze International                                 | 151 m   | 37     | 2011  |
| 95   | Zhuoyue Qianshui Wan Tower 1                         | 150 m   | 52     | 2013  |
| 95   | Zhuoyue Qianshui Wan Tower 2                         | 150 m   | 52     | 2013  |
| 95   | Building at Xiaoweidi Rd 1                           | 150 m   | 41     | 2013  |
| 95   | Tianjin Department Store                             | 150 m   | 38     | 1997  |
| 95   | Heping District Government Building                  | 150 m   |        |       |
| 95   | Peace District Government Building                   | 150 m   |        |       |
| 101  | Yujiapu Business District 1-10                       | 148 m   | 31     | 2014  |
| 101  | Transfer Building                                    | 148 m   | 32     | 1995  |
| 101  | Changxin Mansion                                     | 148 m   | 32     | 1995  |
| 104  | Kai Xuan Men Mansion                                 | 145 m   | 35     | 1994  |
| 105  | Yujiapu Business District 1-20                       | 144 m   | 32     | 2014  |
| 105  | Tianjin Rural Commercial Building                    | 144 m   |        | 2014  |
| 105  | Tenway Ming Yuan R5                                  | 144 m   | 47     | 2012  |
| 108  | Tianxing Hepan Mansion                               | 142 m   | 40     | 1993  |
| 108  | Shangri-La Hotel Tianjin                             | 142 m   | 35     | 2014  |
| 108  | Tenway Ming Yuan R2                                  | 142 m   | 35     | 2012  |
| 111  | Zovie Plaza 2                                        | 140 m   | 31     | 2014  |
| 111  | Waterfront Ginza k3                                  | 140 m   | 44     | 2016  |
| 111  | Oshima Office A                                      | 140 m   | 28     | 2013  |
| 111  | Tianjin World Financial Center Apartment 1           | 140 m   | 42     | 2010  |
| 111  | Tianjin World Financial Center Apartment 2           | 140 m   | 42     | 2010  |
| 111  | Teda MSC-C Office Space A                            | 140 m   | 31     |       |
| 111  | Teda MSC-C Office Space B                            | 140 m   | 31     |       |
| 111  | Teda MSC-C Office Space C                            | 140 m   | 31     |       |